# BBC Sport
BBC Sport («Би-би-си Спорт») — спортивный дивизион телерадиовещательной компании BBC. Как самостоятельный дивизион, полностью посвящённый спорту, сформировался в 2000 году. Наиболее известны программы BBC Sport Match of the Day, Test Match Special, Ski Sunday, Rugby Special, а также репортажи о Формуле-1, MotoGP и Уимблдонском турнире.
Интернет-сайт BBC Sport является крупнейшим и самым посещаемым в Великобритании спортивным веб-сайтом.

## Права на телетрансляции

### Теннис
BBC показывает матчи Уимблдонского турнира с 1937 года.

### Футбол

Логотип BBC Sport использовался с 2003 по 2017 год.

#### Матчи национальных сборных
BBC обладает правами на показ матчей чемпионатов мира до 2014 года совместно с ITV, а также чемпионатов Европы.

#### Национальные чемпионаты
BBC показывает расширенные обзоры матчей Премьер-лиги. В программе Match of the Day демонстрируются обзоры субботних матчей, а в программе Match of the Day 2 — матчи воскресенья. Обзоры матчей Футбольной лиги показывают в программе The Football League Show, которая идёт сразу после Match the Day. Программа Football Focus выходит каждую субботу, в ней анонсируются предстоящие матчи уикенда.
Начиная с 2009 года BBC показывает десять матчей Чемпионата Футбольной лиги в прямом эфире, а также по одному матчу полуфиналов Кубка Футбольной лиги вместе с каналом Sky Sports.

#### Ведущие и эксперты
Программу Match of the Day ведёт Гари Линекер. Match of the Day 2 ведёт Колин Маррей. Программу Football Focus ведёт Дэн Уокер.
Главными футбольными экспертами BBC являются Алан Хансен, Алан Ширер, Ли Диксон и Марк Лоуренсон.

### Регби юнион
BBC обладает эксклюзивными правами на показ матчей Кубка шести наций в Великобритании. Все матчи турнира транслируются в прямом эфире на каналах BBC One или BBC Two.

### Автогонки
BBC транслировал автогонки Формула-1 многие десятилетия до 1996 года, после чего эксклюзивные права на трансляции получил ITV. В 2009 году телевизионные обзоры Формулы-1 вернулись на BBC.

### Олимпийские игры
BBC обладает эксклюзивными правами на показ Летних и Зимних Олимпийских игр. С 1960 года все Летние Олимпийские игры канал показывает в прямом эфире. 

### Другие виды спорта
Также BBC транслирует спортивные мероприятия по шоссейно-кольцевым мотогонкам, лёгкой атлетике, скачкам, гольфу, снукеру, крикету, американскому футболу, дартсу, скалолазанию, бадминтону, плаванию, настольному теннису и т.д.